# 林映輝
林映輝（英語：Agnes Lam，1964年3月24日—），出身於香港演藝學院，是香港無綫電視基本藝人合約女藝員。由1990年至今，主要擔任娛樂性時事節目主持，由第一代《城市追擊》到今《東張西望》都見到她的蹤影。

## 演出

### 節目主持
- 《SUNDAY新地帶》
- 《勁歌金曲》
- 《大江南北》（貴州省特輯）
- 《寰宇風情》（特輯）
- 《城市追擊》
- 《全線大搜查》
- 《娛樂直播》
- 《東張西望》
- 《我的2012》
- 《教育電視 (香港)》
- 《TVB娛樂新聞台》

### 電視劇
- 1991年：《不婚媽咪》
- 1991年：《橫財三千萬》
- 1992年：《現代愛情戀曲》
- 1992年：《兄兄我我》
- 1993年：《壹號皇庭II》
- 1993年：《天倫》
- 1993年：《少年五虎》
- 1993年：《居者冇其屋》
- 1994年：《天子屠龍》
- 1994年：《烈火狂奔》
- 1994年：《壹號皇庭III》
- 1995年：《大捕快》
- 1995年：《廉政英雌之火槍柔情》
- 1995年：《萬里長情》
- 1996年：《笑傲江湖》
- 1998年：《乾隆大帝》
- 2000年：《男親女愛》
- 2001年：《肥婆奶奶扭計媳》
- 2003年：《黑夜彩虹》
- 2004年：《天涯俠醫》
- 2006年：《法證先鋒》
- 2008年：《畢打自己人》
- 2010年：《天天天晴》
- 2011年：《誰家灶頭無煙火》
- 2012年：《愛·回家 (第一輯)》
- 2014年：《愛我請留言》
- 2014年：《老表，你好hea！》
- 2016年：《愛·回家之八時入席》
- 2017年：《親親我好媽》
- 2017年：《老表，畢業喇！》
- 2017年：《誇世代》
- 2017年：《溏心風暴3》
- 2018年至今：《愛·回家之開心速遞》
- 2022年：《輕·功》
- 2023年：《新四十二章》
- 2023年：《隱門》

### 電影
- 1990年：《表姐，妳好嘢！》

### 其他
- 2016年：毛記電視《萬千呃Like賀台慶》
- 2016年：毛記電視《歡樂滿些牙》

## 外部連結
- 林映輝 Lam Ying Fai - TVB藝人資料 - tvb.com （页面存档备份，存于）